# Sudheim
Sudheim ist mit seinen 1529 Einwohnern nach Langenholtensen der zweitgrößte Ortsteil der niedersächsischen Kreisstadt Northeim.

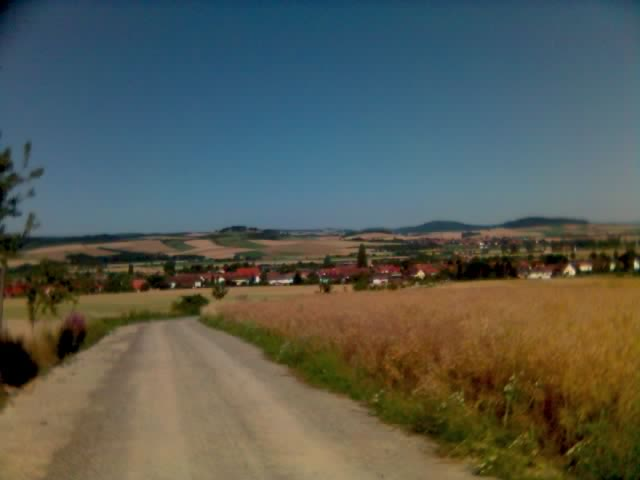
Blick auf Sudheim

## Geographie

### Geographische Lage
Sudheim liegt in Südniedersachsen inmitten des Weser-Leine-Berglandes. Die Ortschaft befindet sich zwei Kilometer südlich der Kreisstadt Northeim und 15 Kilometer nördlich der Universitätsstadt Göttingen.
Am westlichen Rand Sudheims verläuft der Fluss Leine, unweit östlich erstreckt sich der Northeimer Wald Wieter. Die Ortschaft liegt inmitten von landwirtschaftlichen Flächen, die vor allem durch die ortsansässigen Landwirte bewirtschaftet werden.
Durch die stetige Erweiterung der südlichen Gewerbeflächen und die damit verbundene Umwandlung der landwirtschaftlichen Flächen in vor allem Autohäuser nähert sich die Kreisstadt Northeim in Richtung Süden der Ortschaft an.

## Geschichte

### Ortsporträt
Die erste urkundliche Erwähnung Sudheims wird um das Jahr 800 datiert. Die Ortschaft gehört somit zu den ältesten Siedlungen im Leinetal. 1335 kaufte ein Herr von Hardenberg vom Herzog Otto von Braunschweig einen Lehnhof in Sudheim. 43 Jahre später belehnte Herzog Otto Hildebrand und Jan von Hardenberg mit dem Dorfe und übertrug ihnen zudem die Halsgerichtbarkeit sowie die Vogtei. Der Ort war durch viele Edelhöfe und Klostergüter geprägt, wobei die Edelherren von Plesse, von Everstein, von Boventen und von Uslar Güter in Sudheim besaßen. Als weitere Inhaber traten desgleichen der Bischof von Hildesheim, das Kloster Amelungsborn, das Blasiusstift zu Northeim und die Kalandsbrüder des Stuhls zu Hohnstedt auf. Auch heute noch gehört den Hardenbergern ein immenser Teil der Feldmark Sudheims, während die übrigen Besitzer ihr Land den Hardenbergern abtraten. Um ihren Landbesitz besser verwalten zu können, erbauten sie an der Landstraße vor Sudheim 1877 ein neues Vorwerk, den Karlshof. Der Ort, welcher noch zu Beginn und in der Mitte des 19. Jahrhunderts ein Pfarrdorf bildete, zählte Ende desselben Jahrhunderts zur Filialkirche von Bühle.
Schon früh verlor Sudheim den Charakter eines reinen Bauerndorfes, da die Menschen aufgrund der guten Verkehrsverhältnisse und der Nähe zu Northeim das Zeitalter des Pendelns einläuteten. Nach dem Zweiten Weltkrieg begann die Schuhfabrik Mälich im Jahr 1946 den Aufbau ihres Werkes am westlichen Rand Sudheims. Dadurch wurde nicht nur von, sondern auch nach Sudheim gependelt. Die Schuhfabrik war bis in die 1970er-Jahre der wichtigste Arbeitgeber im Ort, bis dann die Produktion eingestellt wurde.
Am 1. März 1974 wurde Sudheim in die Kreisstadt Northeim eingegliedert.

### Einwohnerentwicklung
- 1848: 0738[3]
- 1910: 0640[4]
- 1919: 0749
- 1925: 0786[5]
- 1933: 0800[5]
- 1939: 0715[5]
- 1961: 1393[2]
- 1970: 1596[2]
- 2007: 1743
- 2015: 1510[1]

## Politik

### Ortsrat
Der Ortsrat in Sudheim setzt sich aus elf Ratsfrauen und Ratsherren zusammen. Bei der Kommunalwahl 2021 ergab sich folgende Sitzverteilung:
| Ortsrat 2021Insgesamt 11 Sitze - SPD: 7 - BBFS: 4 BBFS: Bürgerinnen und Bürger für Sudheim |

### Ortsbürgermeister
Ortsbürgermeister ist Holger Lambrecht.

### Wappen
Das Wappen Sudheims ist ein dunkelgrünes, vierblättriges Kleeblatt auf gelbem Untergrund. Das vierblättrige Kleeblatt ist ein Glückssymbol.

### Gemeindepartnerschaften
Sudheim unterhält seit dem 13. Oktober 1990 eine Gemeindepartnerschaft mit der thüringischen Gemeinde Neustadt/Harz im Landkreis Nordhausen.

## Kultur und Sehenswürdigkeiten

### Vereine
Mit den Sportvereinen, der Bürgerschützengesellschaft, der Freiwilligen Feuerwehr sowie den Ortsgruppen des Deutschen Roten Kreuzes und des Reichsbundes weist Sudheim ein reges Vereinsleben vor. Allein der Turn- und Sportverein (TSV) Sudheim hat über 700 Mitglieder. Die Sudheimer Schützen besitzen eine moderne Schießanlage und feiern jährlich ihr traditionelles Schützenfest. Auch für ältere Bevölkerungsschichten ist gesorgt: Der Seniorentreff organisiert regelmäßige Veranstaltungen.

### Bauwerke

#### St. Nicolai

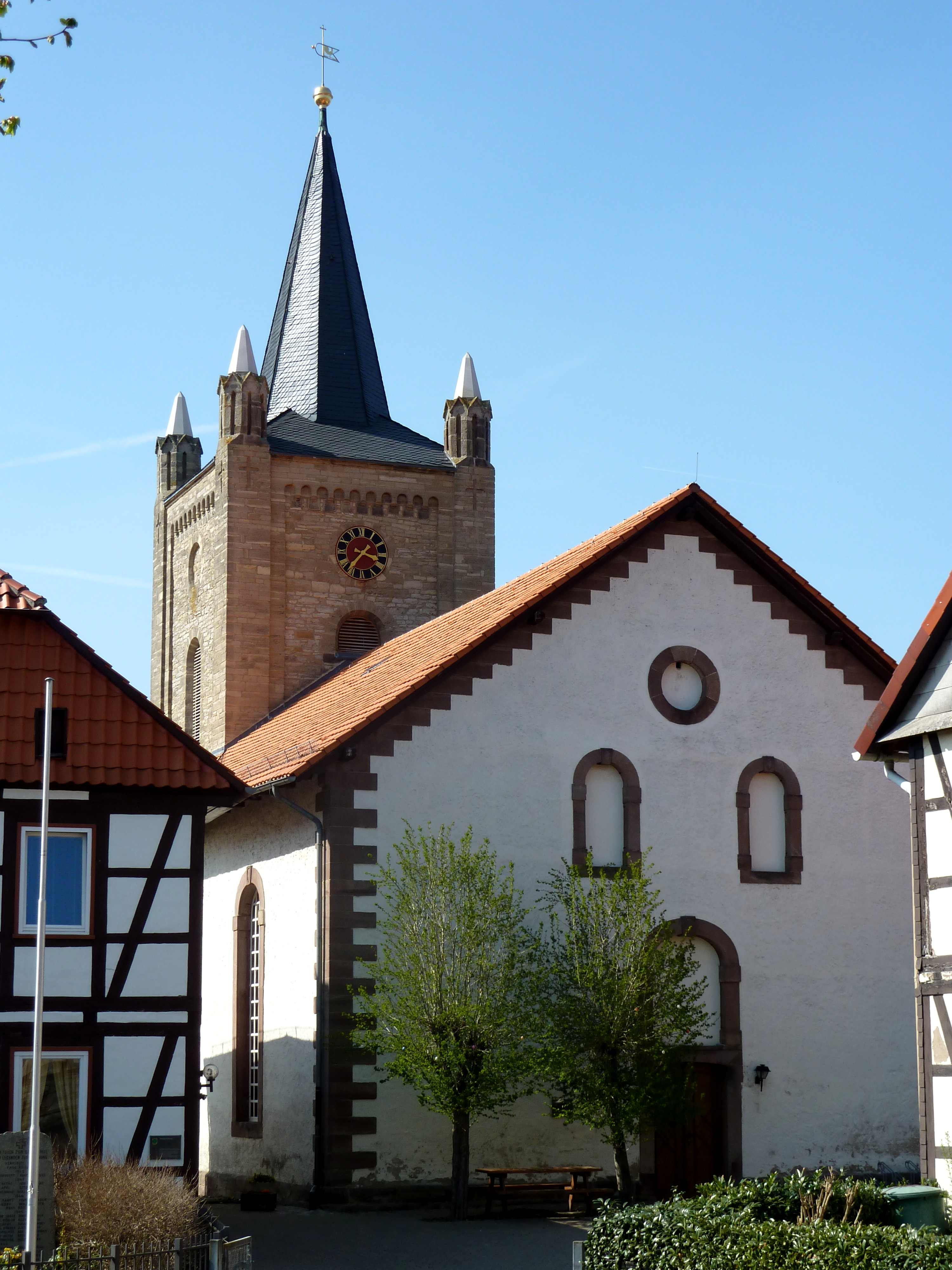
Ev. Kirche St. Nicolai

Die Sudheimer St.-Nicolai-Kirche mit ihrem weithin sichtbaren Turm liegt auf einer Anhöhe in der Mitte der Ortschaft und bestimmt die Landschaft des Leinetals. Im Jahr 1856 fielen die vorherige barocke Kirche und Teile des Dorfes einem Feuer zum Opfer.
Die neue Kirche und der Kirchturm wurden 1862 eingeweiht. Die ehemaligen Mantelmauern bilden den Grundstock der neuen Kirche, der mittelalterliche Westturm wurde aufgestockt. Die Turmerhöhung unterscheidet sich mit ihrer gegenüber dem durch Ecklisenen und Ecktürmchen mit Fialen betonten massiven Unterbau zurückspringenden schiefergedeckten Spitze von anderen Kirchen der Region. Der Entwurf für den Wiederaufbau der Kirche 1857 stammte von dem hannoverschen Konsistorialbaumeister Friedrich August Ludwig Hellner,
Die Orgel wurde 1864 erbaut in der Werkstatt Philipp Furtwängler & Söhne in Elze. Bei ihrer Renovierung 1997 wurde sie weitestgehend in den Originalzustand versetzt.
Zur gleichen Zeit wie die Kirche wurde das Schul- und Küsterhaus gebaut, das direkt neben der Kirche liegt. Heute dient der Fachwerkbau als Gemeindehaus.

#### Weiteres
Neben der Kirche befindet sich zudem der Sudheimer Kindergarten. Zudem hat die Ortschaft eine eigene traditionsreiche Schule. Hier sind auch die größten Kinderspielplätze der Ortschaft angesiedelt.
Die Ortschaft verfügt seit Jahrzehnten über ein beheiztes Schwimmbad, das am 11. Juni 1939 offiziell eingeweiht wurde. Bei der Einweihungsfeier 1939 waren unter anderem Landrat Otto von der Schulenburg, Sportdezernent Sieweke, NSDAP-Kreisleiter Walter Steineck und Bürgermeister Wilhelm Bethe (1886–1941) dabei, der aus dem ehemaligen Wassertümpel eine moderne Freizeitanlage geschaffen hat. 1963 und 1964 begann die erste Ausbaustufe mit der Erneuerung des Beckens. Die zweite Ausbaustufe, bei der das Freibad eine Heizungs- und Umwälzanlage erhielt, fand 1973 und 1974 statt. Im Sommer 2000 wurde das Sudheimer Freibad erneut modernisiert und bietet den Gästen neben zwei Becken, sechs Sprungblöcken und einem übergroßen Schachfeld mittlerweile sogar ein Beach-Volleyball-Feld an.
Eine Mehrzweckhalle nahe dem Sportplatz bietet ausreichend Platz für verschiedene Sportarten, festliche Veranstaltungen (große Halle) und Familienfeiern (Mehrzweckraum). Die Halle wird durch den Ortsbeauftragten vermietet.

### Sport
Drei Tennisplätze, ein Sportplatz mit einem Fußballfeld, einer halben Aschenbahn, zwei Tribünen und sechs Flutlichtmasten, sowie eine Sport- und Mehrzweckhalle bilden die Grundlage für ein umfangreiches Sportangebot in der Ortschaft. Der Turn- und Sportverein (TSV) Sudheim bietet zahlreiche Sportarten wie Fußball, Tennis, Volleyball oder Seniorengymnastik.

### Parks und Natur
Sudheim liegt am Rand des Northeimer Waldes Wieter und bietet Einwohnern wie Besuchern eine Menge Natur mit endlos wirkenden Feldern, Wald- und Wanderwegen. Eine Vielzahl an vom Ortsrat gestifteten Holzbänken rund um Sudheim bietet Wanderern die Möglichkeit, sich auf ihrem Weg im Sudheimer Umland auszuruhen.
Sudheim besitzt zudem einen kleinen Naturpark namens „Bühler Teich“.

### Regelmäßige Veranstaltungen

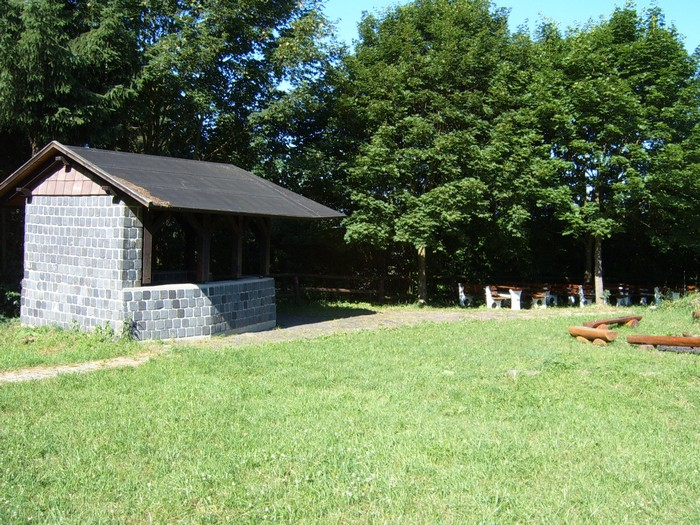
Der Sudheimer Grill- und Osterfeuerplatz

In Sudheim steht eine Vielzahl an traditionellen Veranstaltungen auf dem jährlichen Terminplan. Unter anderem erfreuen sich das Dorffest an der Kirche, das Schützenfest, die Sportwoche des Turn- und Sportvereins sowie das Oktoberfest größter Beliebtheit.
Ein besonderer Höhepunkt ist das jährliche Osterfeuer auf dem Sudheimer Osterfeuerplatz am Rande des Waldes Wieter. Es gilt unter den Ortschaften der Stadt Northeim als eines der beliebtesten und größten Feuer zum alljährlichen Osterfest. Bevor es am Ostersonntag zu den lodernden Flammen kommt, übernehmen die Sudheimer Jugendlichen in den Tagen zuvor beim traditionellen Osterfeuerzelten die Nachtwache. Das Beschützen des Osterfeuers geht auf die alte Tradition der Jugendlichen zurück, das Osterfeuer des mit 530 Einwohnern deutlich kleineren Nachbardorfes Bühle bereits vor Ostersonntag anzuzünden.
Seit einigen Jahren veranstalten die Sudheimer zudem einen eigenen Weihnachtsmarkt, der auf dem Sportgelände stattfindet.

## Wirtschaft und Infrastruktur

### Unternehmen
Die Zahl der landwirtschaftlichen Betriebe ist auch in Sudheim ständig rückläufig. Als im Jahre 1900 die Spar- und Darlehenskasse gegründet wurde, waren von den 37 Gründungsmitgliedern 32 Landwirte. Heute gibt es in Sudheim nur noch wenige landwirtschaftliche Vollerwerbs- und Nebenerwerbsbetriebe.

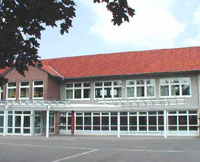
Die Sudheimer Grundschule

### Bildung
Die Bildung der Jugend beginnt im Sudheimer Kindergarten, der unmittelbar neben der Kirche zu finden ist. Träger des Kindergartens ist die evangelisch-lutherische Kirche.
Das Sudheimer Schulgebäude wird von der Grundschule Sudheim sowie der katholischen Kardinal-Bertram-Schule genutzt. Ab Mitte 2012 sollen beide Schulen unter dem Namen Kardinal-Bertram-Schule zusammengelegt werden und sich ein katholisches Profil geben.

### Verkehr
Mit dem Northeimer Stadtbus der Weihrauch Uhlendorff GmbH ist die Kernstadt stündlich zu erreichen. Zudem fahren eine Vielzahl an Schulbussen sowie Busse der Regionalbus Braunschweig GmbH (kurz RBB) die Ortschaft Sudheim an. Der innerdörfliche Durchgangsverkehr wurde merklich durch den Bau einer Umgehungsstraße verringert.

## Sonstiges

### Sudheimer Unwetterkatastrophe
Am 25. April 1994 kam es in Sudheim und dem Nachbarort Bühle zu einer Jahrhundertflut. Innerhalb von drei Stunden wurden in Sudheim 70 Liter Niederschlag pro Quadratmeter gemessen, die vom Erdboden nicht aufgenommen werden konnten. So ergossen sich in den frühen Abendstunden 50 Zentimeter hohe Wasser- und Schlammlawinen von den oberhalb gelegenen Feldern in den Ort. Zahllose Keller und Garagen wurden minutenschnell überflutet. Dutzende Feuerwehren der Umgebung sowie das THW waren in Sudheim und Bühle im Einsatz, um Keller leerzupumpen und einsturzgefährdete Gebäude zu sichern. Aus der gefluteten Mehrzweckhalle mussten Kinder evakuiert werden, das Becken des Freibades füllte sich meterhoch mit Schlamm.